# マジック・マイク
『マジック・マイク』（Magic Mike）は、スティーヴン・ソダーバーグ監督、チャニング・テイタム、アレックス・ペティファー、マット・ボマー、ジョー・マンガニエロ、マシュー・マコノヒー出演による2012年のアメリカ合衆国の映画。男のストリッパーの恋が描かれている。

## あらすじ
マイク・レーンはオーダーメイド家具屋を開業するために、数多くの仕事を掛け持ちしていた。その一つが、Xquisite Strip Clubという男性ストリップクラブの看板ストリッパーだった。このクラブのオーナーは、ストリップクラブの「帝国」を作るという夢をもつ、ダラスだった。
ある日、マイクは日中の仕事で19歳のアダムと出会う。アダムは些細な口論から、その日のうちに仕事を辞めてしまう。その夜、アダムはクラブの前で偶然マイクを見かける。アダムはマイクに口利きをしてもらい、なんとかクラブへ同行させてもらう。その見返りとして、マイクはアダムにある女性達をナンパすることを命じる。戸惑いながらも女性達に声をかけるアダムであったが、思いがけず女性たちの反応は良かった。それを見たマイクは、アダムに秘めた才能を感じ、ストリップクラブでのバイトを勧める。
才能を発揮しアダムは一躍人気者になっていく。マイクはアダムを通じ、姉のブルックと親しくなっていき、彼女にアダムの面倒を見ることを約束する。アダムは少しずつ女性や金やドラッグに溺れていき、態度も横柄なものになっていく。マイクはストリップクラブの共同経営を目指しながら、開業資金として貯めた1万3000ドルを元に銀行に融資を申し入れに行くが、断られてしまう。
ある日、ダラスの家でのパーティーで、ストリップクラブのマイアミへの移転を発表される。マイクはダラスに移転を機に自分を共同経営者へしてくれと頼む。そんな中、アダムはDJトビアスにドラッグ販売の共同経営を持ち掛けられる。
数日後、マイクとアダムは女子寮への出張ストリップへ向かう。パフォーマンスの最中にアダムは女子生徒にドラッグを飲ませる。それを見ていたボーイフレンド達と乱闘になり、二人は急いで逃げ出したが、アダムはドラッグの入ったケースを置き忘れてしまう。なぜドラッグを他人に飲ませたのかと激怒するマイクに、アダムはそれよりも忘れたドラッグは売るためのもので、100錠（1000ドル）程度のものだったと明かす。マイクはアダム自身が弁償するよう伝えると、マイアミでは自分はストリップクラブの共同経営者になるので余裕だとアダムは告げる。二人はその足でストリップクラブへと向かう。
ストリップクラブではオーナーのダラスとDJトビアスが揃っていた。乱闘のことを聞くと、ダラスは「マイアミに移転する前に自分の評判を落とすな」と言う。マイクは「マイアミへの移転は自分とアダムの活躍があってこそ。今すぐそのドアを出て行こうか」と憤ると、ダラスは「お前にはそんな事は出来ない。身の程をわきまえろ」と嘲笑するのだった。アダムはDJトビアスにドラッグが無くなったことを伝えると、DJトビアスは何としても償うように言う。
その夜のパフォーマンスのあと、むしゃくしゃしたマイクはアダムを連れてクラブへと乗り出し、酒やドラッグを浴びるように飲んだ。
翌朝、訪ねてきたブルックに起こされると、「昨夜アダムから変な留守電が入って以来、連絡が取れない」と伝えられる。二人で2階へ向かうとそこには嘔吐し意識不明のアダムがいた。ブルックは「あなたは大嘘つきの30歳のただのストリッパーだ」と激怒し、アダムを連れて帰っていく。
落ち込んだマイクは海岸で海を見ていた。家へ戻るとDJトビアスと仲間が家の中を荒らしていた。彼らはアダムを探していると言う。「100錠分くらいならすぐ払えるだろう」とトビアスに言うと、彼は「俺が渡したのは1万ドル分だ」とマイクに伝えた。アダムには返せないだろうとマイクは考え、開業資金として貯めた1万ドルをトビアスに渡す。
マイクはアダムを探しブルックの家へと向かう。そこでマイクはブルックとお互いの考えを話し合う。ブルックは「マイアミへ行っても今の状態がさらに酷くなるだけだ、それでも信じるのなら頑張って」と伝える。
ビーチへ向かったマイクはアダムと再会する。塞ぎ込むマイクにアダムは「くだらない家具のための資金を使わせて悪かった、1セント残らず返す。この状況を与えてくれたことを感謝している」と、
自分勝手な感謝の気持ちを一方的に伝えるのだった。
タンパでの最後のパフォーマンスの日、マイクは準備をするダンサー達を見つめていた。ステージではオーナーのダラスが久しぶりのダンスを披露していた。移転を胸に盛り上がるダンサー達を横目に、そっとマイクはドアを出ていくのであった。
楽屋へ入ってきたダラスはマイクが戻らないことを察し、アダムを看板ダンサーに任命する。アダムもためらうことなく引き受ける。
マイクはブルックの元へ向かった。1万ドルのことを感謝するブルックに、マイクはストリッパーを辞めたことを伝える。これからのプランを朝食でも食べながら話そう、と手を取り合う二人であった。

## キャスト
※括弧内は日本語吹替
- マイケル・"マジック・マイク"・レーン - チャニング・テイタム[4]（前田一世）
- アダム（ザ・キッド） - アレックス・ペティファー[4]（佐藤拓也）
- ブルック - コディ・ホーン[5]（北西純子）
- ケン - マット・ボマー[5][6]（田村真）
- ジョアンナ - オリヴィア・マン（東條加那子）
- ビッグ・ディック・リッチー - ジョー・マンガニエロ[7]（西凜太朗）
- ダラス - マシュー・マコノヒー[4]（藤原啓治）
- ティト - アダム・ロドリゲス（佐藤せつじ）
- ターザン - ケビン・ナッシュ（江川央生）
- トビアス - ガブリエル・イグレシアス（英語版）[8]（かぬか光明）
- ノラ - ライリー・キーオ[8]

## 製作

### 企画
『マジック・マイク』はプロデューサーの1人であるリード・カロリンが脚本を執筆し、スティーヴン・ソダーバーグが監督している。脚本はチャニング・テイタムが18歳の頃にフロリダ州タンパでストリッパーをしていた際の実体験に触発されている。テイタムは、自身のストリッパーとしての過去の空気とエネルギーを捉えたかったが、映画はあくまでもフィクションであり、彼らはシナリオを作ることができたと述べた。プロジェクトは2011年4月に発表され、ソダーバーグとテイタムが共同出資した。2010年の時点でテイタムはオーストラリアの新聞に自身のストリッパー時代の経験を基にした映画を作る意向を明かしており、監督には『ブロンソン』のニコラス・ウィンディング・レフンを希望していた。レフンはプロジェクトの参加に合意したが、スケジュール多忙のために降板するとテイタムは『エージェント・マロリー』で共同したソダーバーグに話を持ちかけた。ソダーバーグがテイタムとアレックス・ペティファーを主役にキャスティングした後、カロリンは脚本を見直した。彼は1ヶ月で初稿を書き上げた。ソダーバーグは若いアダムと彼の師のマイクの2つの視点で描くことを提案した。
ダンスナンバーの振り付けはアリソン・フォーク、衣裳デザインはクリストファー・ピーターソン、音楽監修はフランキー・パインが担当した。

### キャスティングと撮影
2011年8月16日、マシュー・マコノヒーがキャスティングされたことが報じられた。ビッグ・ディック・リッチー役には当初クリス・ロックへ交渉され、その後、彼と『恋愛だけじゃダメかしら?』で共演したジョー・マンガニエロに決まった。キャストはストリップの世界の舞台裏を学ぶために実際にストリップ・クラブを訪れた。役作りとして、マコノヒーは通常のワックスに慣れるためにロサンゼルスのストリップへ行った。またマット・ボマーは役のために15ポンド増量した。アダム・ロドリゲスはカーディオやウエイトトレーニングを行った。
主要撮影は2011年9月にロサンゼルスのプラヤ・デル・レイで始まり、10月末にフロリダ州タンパで完了した。劇中に登場する架空のクラブ「Xquisite」はロサンゼルスのスタジオシティで撮影された。フロリダ州でのロケ地には、ダニーデン海岸、メキシコ湾、タンパ、イーボーシティ、セントピーターズバーグ、ターポンスプリングス、ティエラヴェルデが含まれた。

### 音楽
サウンドトラック盤は2012年6月28日にウォータータワーミュージックより発売された。映画では他に、コブラ・スターシップの「#1Nite」、ショーン・ポールの「Got 2 Luv U」、ジェニュワインの「Pony」が使われた。
Track listing
| #   | タイトル                      | 作詞 | 作曲・編曲 | 歌手                   | 時間 |
| --- | ----------------------------- | ---- | ---------- | ---------------------- | ---- |
| 1.  | 「Breakdown」                 |      |            | アリス・ラッセル       | 3:45 |
| 2.  | 「It's Raining Men」          |      |            | Countré Black          | 1:57 |
| 3.  | 「Bang Bang Boom」            |      |            | The Unknown            | 1:58 |
| 4.  | 「Gimme What You Got」        |      |            | Black Daniel           | 3:13 |
| 5.  | 「Just For Now」              |      |            | クラウド・コントロール | 3:57 |
| 6.  | 「Money」                     |      |            | リングサイド           | 2:54 |
| 7.  | 「Sassy Sexy Wiggle」         |      |            | ジョー・テックス       | 4:02 |
| 8.  | 「Mo Cash!」                  |      |            | Vegas Audio Ninjas     | 2:08 |
| 9.  | 「Wash U Clean」              |      |            | ベス・ソーンリー       | 3:13 |
| 10. | 「Victim」                    |      |            | Win Win & Blaqstarr    | 3:37 |
| 11. | 「Ladies of Tampa」           |      |            | マシュー・マコノヒー   | 1:14 |
| 12. | 「Feels Like the First Time」 |      |            | フォリナー             | 4:20 |

## 公開
2011年10月27日、ワーナー・ブラザースがアメリカ合衆国での配給権を獲得した。2012年6月24日にロサンゼルス映画祭のクロージング作品としてプレミア上映された後、6月29日に劇場公開された。

### 興行収入
『マジック・マイク』は700万ドルの製作費に対し、アメリカ合衆国とカナダで1億1372万1571ドル、全世界で1億5890万5241ドルを売上げている。これはダンス映画としては過去最高の成績である。2012年6月29日の公開初日には事前予想を上回る約1900万ドルを売上げた（深夜上映の200万ドルを含む）。初週末全体では3912万7170ドルを売り上げ、『テッド』に次いで初登場2位となった。同じ週末に2本のR指定作品が2100万ドル以上を売り上げたのは史上初のことであった。
初週末の調査によると、『マジック・マイク』の観客の73%が女性、43%が35歳以上の女性であった。ワーナー・ブラザースの国内配給部門社長のダン・フェルマンは、『セックス・アンド・ザ・シティ
』を引き合いに出して、女性の団体客にアピールしたと述べた。

### 批評家の反応
Rotten Tomatoesでは192件のレビューで支持率は80%となった。またMetacriticでは38媒体のレビューで加重平均値は72/100となった。特にダラス役のマシュー・マコノヒーが絶賛され、アカデミー賞も有力視されていたが、結局はノミネートに至らず、多くの媒体で「冷遇」であると言われた。

### 受賞とノミネート
| 賞                               | 部門                 | 候補                                                                                             | 結果       |
| -------------------------------- | -------------------- | ------------------------------------------------------------------------------------------------ | ---------- |
| クリティクス・チョイス・アワード | 助演男優賞           | マシュー・マコノヒー                                                                             | ノミネート |
| デトロイト映画批評家協会賞       | 助演男優賞           | マシュー・マコノヒー                                                                             | ノミネート |
| ヒューストン映画批評家協会賞     | 助演男優賞           | マシュー・マコノヒー                                                                             | ノミネート |
| インディペンデント・スピリット賞 | 助演男優賞           | マシュー・マコノヒー                                                                             | 受賞       |
| 全米映画批評家協会賞             | 助演男優賞           | マシュー・マコノヒー（『バーニー/みんなが愛した殺人者』に対しても）                              | 受賞       |
| ニューヨーク映画批評家協会賞     | 助演男優賞           | マシュー・マコノヒー（『バーニー/みんなが愛した殺人者』に対しても）                              | 受賞       |
| ピープルズ・チョイス・アワード   | ドラマ映画賞         | 『マジック・マイク』                                                                             | ノミネート |
| ピープルズ・チョイス・アワード   | 映画男優賞           | チャニング・テイタム（『21ジャンプストリート』、『君への誓い』に対しても）                       | ノミネート |
| ピープルズ・チョイス・アワード   | ドラマ映画男優賞     | チャニング・テイタム（『君への誓い』に対しても）                                                 | ノミネート |
| MTVムービー・アワード            | 男性演技賞           | チャニング・テイタム                                                                             | ノミネート |
| MTVムービー・アワード            | シャツ無し演技賞     | チャニング・テイタム                                                                             | ノミネート |
| MTVムービー・アワード            | ミュージカルシーン賞 | チャニング・テイタム、マット・ボマー、ジョー・マンガニエロ、ケビン・ナッシュ、アダム・ロドリゲス | ノミネート |

### ホームメディア
DVDとBlu-ray Discは2012年10月23日に発売された。DVDは初週で69万8497セットで1044万9515ドルを売り上げた。2012年12月23日までに190万セットで2636万2047ドルを売り上げている。

## テレビ放送
| 回数 | テレビ局   | 番組名（放送枠名） | 放送日       | 放送時間    | 放送分数 | 形態   | 視聴率 |  |
| ---- | ---------- | ------------------ | ------------ | ----------- | -------- | ------ | ------ |  |
| 1    | 日本テレビ | 映画天国           | 2018年8月6日 | 1:59 - 3:59 | 120分    | 字幕版 | 1.3%   |  |

- 視聴率はビデオリサーチ調べ、関東地区・世帯・リアルタイム。

## 舞台化
映画版の脚本を執筆したリード・カロリンはブロードウェイでの上演を目指しミュージカル舞台化を行なった。
2018年6月9日、イギリスのオーディション番組『ブリテンズ・ゴット・タレント』決勝戦において、2018年11月から『マジック・マイク』イギリス版が上演されることが発表された。2018年11月10日、レスター・スクウェアにあるヒポドゥロウム・カジノにて『Magic Mike Live London 』が開幕した。
2019年1月24日、ボストンにあるコロニアル・シアターにて11月30日にプレビュー公演が、12月15日に本公演が開幕し、2020年1月5日に閉幕することが発表された。